# Brooke Greenberg
 (mai 2010).
Si vous disposez d'ouvrages ou d'articles de référence ou si vous connaissez des sites web de qualité traitant du thème abordé ici, merci de compléter l'article en donnant les références utiles à sa vérifiabilité et en les liant à la section « Notes et références ».
Brooke Greenberg, née le 8 janvier 1993 à Baltimore (Maryland) où elle meurt le 24 octobre 2013, est une Américaine ayant physiquement et mentalement conservé les traits d'un bébé malgré son âge grandissant. 
En 2009, elle mesure 76 cm pour 7,3 kg et possède un âge mental estimé entre neuf et douze mois.
En 2010, au moins deux autres personnes souffrant des mêmes symptômes ont été identifiées. 

## Biographie

### Jeunesse
Brooke Greenberg est née le 8 janvier 1993, un mois avant terme et pesait seulement 1,8 kg. Elle souffrait d’une dislocation antérieure des hanches (les jambes se trouvaient emmêlées derrière ses épaules) mais ce problème fut rapidement corrigé chirurgicalement.
Dans les six premières années de sa vie, Brooke a traversé une série d'urgences médicales inexpliquées. Elle a d'abord eu sept ulcères perforants à l'estomac puis des crises d'épilepsie résultant d'un accident vasculaire cérébral. Cependant, quelques semaines plus tard, aucune séquelle n'était détectée.
À l'âge de cinq ans, les médecins ont découvert une importante masse dans son cerveau, ce qui a plongé Brooke dans le coma pendant quatorze jours. Les médecins identifièrent la masse comme étant une tumeur cérébrale.
Les médecins ne peuvent pas fournir d'explication quant à ses maladies subites ni à ses guérisons et tout cela reste un mystère pour le corps médical.
En 2001, à l’âge de huit ans, Brooke ne faisait toujours que la taille d'un bébé de six mois : 69 cm pour 5,9 kg. Sa famille n'avait toujours aucune explication. Mélanie, la maman de Brooke témoigne : « Ils (les spécialistes) ont dit qu'elle allait guérir. Nous avons vu des nutritionnistes, des endocrinologues et nous avons essayé un traitement avec une hormone de croissance. Ce dernier traitement n'eut aucun effet. » Le père de Brooke, Howard, disait : « Après que le traitement aux hormones eut été un échec, les médecins, incapables de poser un diagnostic, ont appelé la condition de Brooke le syndrome X. »
La famille Greenberg a consulté des spécialistes de plusieurs hôpitaux : le centre pour enfants Johns Hopkins, l'hôpital Mount Sinai de New-York, afin de comprendre le phénomène qui frappe leur fille.

### Mort
Brooke Greenberg est morte le 24 octobre 2013 à la suite d'une infection pulmonaire.

## Syndromes cliniques
En 2006, le Dr Richard Walker de l'université de Floride du Sud révèle que le corps de Brooke Greenberg ne se développe pas comme une entité coordonnée mais comme des éléments indépendants et non synchronisés. Le cerveau de Brooke est à peine plus développé que celui d'un nouveau-né. Son âge mental est celui d’un enfant de neuf à douze mois. Brooke peut accomplir des gestes, marcher à quatre pattes, reconnaître des sons mais est incapable de parler. Ses os, bien qu'anormalement petits, ont à peu près dix ans, à en juger par la maturité des cellules et structures osseuses. Bien qu’elle ait l’âge d’une adolescente, elle possède toujours ses dents de lait, qui ont un âge estimé de huit ans. Elle mesurait avant sa mort – à vingt ans – 76 cm pour environ 7 kg, ce qui n’a guère évolué depuis les premières années de sa vie. Son œsophage est si petit qu’elle est nourrie par un tube inséré dans son estomac, pour éviter que la nourriture avalée ne remonte dans ses poumons. Elle a les yeux relativement écartés, des lobes d'oreilles de grande taille qui dénotent un développement de la base du crâne plus important par rapport aux autres os.
En 2009, le Dr Walker annonce : « Il y a eu des changements très minimes dans le cerveau de Brooke… Différentes parties de son corps, au lieu d'être au même stade d'évolution, semblent être déconnectées. ». Ce processus de vieillissement n’est expliqué par aucun désordre génétique connu ou développement chromosomique anormal.
Des analyses génétiques ont révélé que les gènes impliqués dans la progéria (gène LMNA) et dans le syndrome de Werner (WRN) sont normaux.
Le corps médical s'intéresse de près au cas de Brooke Greenberg car les médecins pensent qu'il pourrait les aider à mieux comprendre la dynamique du vieillissement. Le Dr Walker étudie l’ADN de Brooke à la recherche d’une mutation génétique encore jamais observée.
Deux autres cas, présentant un développement similaire, ont été recensés : Gabrielle Williams, une Américaine née le 15 octobre 2004 et Nicky Freeman, un Australien âgé actuellement de quarante ans et dont l'âge biologique est estimé à dix ans.

## Syndromes avoisinants
Les symptômes de ce syndrome X semblent s’apparenter à l'hypopituitarisme ou syndrome de Kaplowitz-Bodurtha. Il s’agit d'une maladie très rare due à une insuffisance antéhypophysaire précoce qui se traduit par un défaut de sécrétion d'hormones de croissance. On retrouve donc de profonds troubles de croissance dont des dérèglements de croissance d'organes. L’une des spécialistes de cette maladie, la pédiatre L. C. Pakula, est également la pédiatre qui suit Brooke. Cependant, Brooke ne semble pas souffrir d’un tel syndrome car le traitement à base d’hormones de croissance n’a eu aucun effet.
Ce syndrome rappelle aussi le syndrome d'Aicardi, une maladie génétique ne touchant que les filles et caractérisée par l'association d'une épilepsie sévère survenant généralement avant l'âge d'un an. Le retard de développement et le retard intellectuel sont constants. Certaines petites filles marchent, le langage est rarement présent, mais cela n'exclut pas toute forme de communication. On trouve notamment comme autres symptômes des anomalies faciales caractéristiques, des troubles gastro-intestinaux, une augmentation des tumeurs, un ralentissement de la croissance vers l'âge de sept ans, etc. Bien que certains signes cliniques soient concordants, Brooke souffre de maux différents, dont un défaut de croissance s'étant manifesté bien avant ses sept ans.